# Miss Right
〈Miss Right〉는 방탄소년단의 첫 번째 리패키지 음반 《SKOOL LUV AFFAIR SPECIAL ADDITION》의 타이틀 곡이다. 2014년 5월 14일에 발표하였다.

## 차트
| 차트                               | 최고순위 |
| ---------------------------------- | -------- |
| 가온 주간 디지털 차트              | 43       |
| 가온 주간 다운로드 차트            | 31       |
| 가온 주간 BGM 차트                 | 37       |
| 가온 월간 BGM 차트                 | 80       |
| 가온 주간 모바일 차트 (통화연결음) | 79       |